# Green Bay Packers 1995
La stagione 1995 dei Green Bay Packers è stata la 75ª della franchigia nella National Football League. Sotto la direzione del capo-allenatore al quarto anno Mike Holmgren, la squadra terminò con un record di 11-5, vincendo il suo primo titolo di division dal 1982. Nei playoff, i Packers batterono gli Atlanta Falcons e i campioni in carica del San Francisco 49ers in trasferta, prima di venire eliminati nella finale della NFC dai Dallas Cowboys. Il quarterback Brett Favre fu nominato per la MVP della NFL, il primo di tre riconoscimenti consecutivi. Dopo avere perso il debutto casalingo contro St. Louis, i Packers vinsero un record NFL di 25 gare interne consecutive tra il resto del 1995 e l'inizio del 1998.

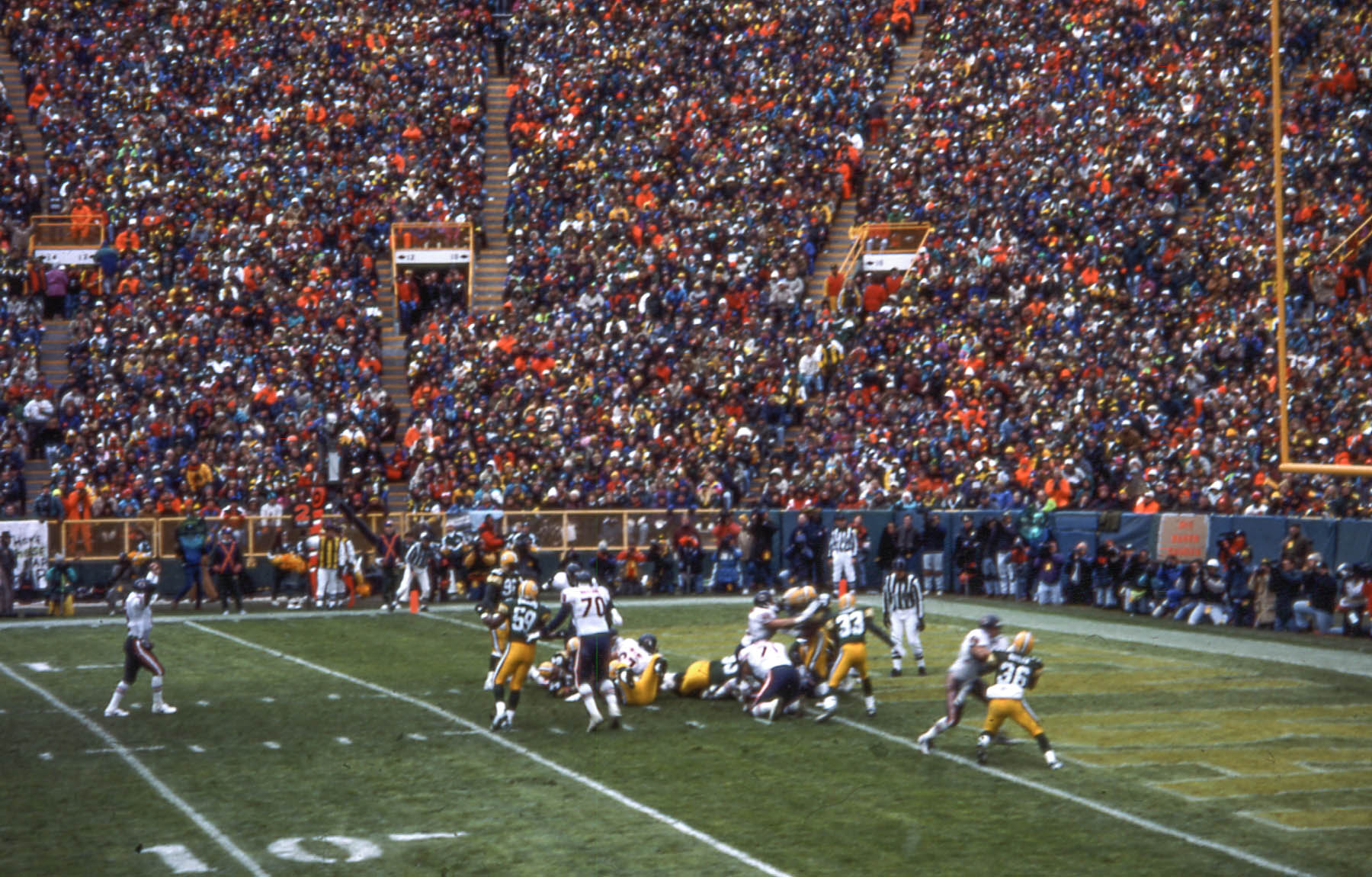
La partita contro i Bears del 12 novembre 1995

## Roster
| Roster dei Green Bay Packers nel 1995 |
| --- |
| Quarterback - 4 Brett Favre - 9 Jim McMahon - 18 Doug Pederson Running Back - 34 Edgar Bennett - 30 William Henderson FB - 32 Travis Jervey - 25 Dorsey Levens - 29 Marcus Wilson Wide Receiver - -- Bucky Brooks - 87 Robert Brooks KR/PR - 86 Antonio Freeman KR/PR - 82 Mark Ingram Sr. - 80 Charles Jordan - 85 Terry Mickens - 81 Anthony Morgan Tight End - 89 Mark Chmura - 88 Keith Jackson - 83 Jeff Thomason Offensive Linemen - 50 Mike Arthur C - 71 Gary Brown T - 72 Earl Dotson T - 76 Harry Galbreath G - 65 Lindsay Knapp G - 75 Ken Ruettgers T - 73 Aaron Taylor G - 63 Adam Timmerman G - 52 Frank Winters C Defensive Linemen - 93 Gilbert Brown DT - 91 Shannon Clavelle DE - 90 Darius Holland DT - 96 Sean Jones DE - 64 John Jurkovic DT - 94 Bob Kuberski DT - 97 Matt LaBounty DE - 92 Reggie White DE - 98 Gabe Wilkins DT/DE Linebacker - 54 Bernardo Harris MLB - 57 Joe Kelly MLB - 53 George Koonce OLB - 59 Wayne Simmons OLB - 55 Fred Strickland MLB - 51 Brian Williams OLB Defensive Back - 36 LeRoy Butler SS - 45 Keith Crawford CB/S - 23 Matthew Dorsett CB - 33 Doug Evans CB - 22 Lenny McGill CB - 28 Roderick Mullen CB - 21 Craig Newsome CB - 39 Mike Prior FS - 31 George Teague FS Special Team - 17 Craig Hentrich P - 13 Chris Jacke K Lista delle riserve - 48 Mike Bartrum TE (IR) - 11 Ty Detmer QB (IR) - 67 Paul Hutchins T (IR) - 70 Jeff Miller T (IR) - 38 Brian Satterfield FB (IR) Squadra di allenamento - -- Robert Bass LB - -- Reggie Holt DB - -- Mike McCoy QB - -- Joe Nedney K - -- Ronnie Woolfork LB |
| Legenda - I rookie sono in corsivo. - Il primo ruolo è il principale mentre gli eventuali successivi indicano i ruoli secondari. - (IR) sta per Injured Reserve ed indica la lista ristretta per un solo giocatore infortunato che può tornare ad allenarsi dopo la settimana 6 e a rientrare in prima squadra dopo che questa ha giocato 8 partite. - (NF-Inj.) / (NF-Ill.) stanno rispettivamente per Non-Football Injured e Non-Football Illness ed indicano le liste dove viene inserito un giocatore che ha un infortunio o una malattia non dipendente dal football americano. - (PUP) sta per Physically Unable to Perform ed indica la lista dove viene inserito un giocatore mentre è in attesa di recuperare la condizione fisica. Nella stagione regolare dopo la sesta partita giocata dalla propria squadra, il giocatore ha tempo tre settimane per riprendere ad allenarsi, più tre settimane aggiuntive dal suo rientro agli allenamenti per rientrare in prima squadra. |

## Calendario
| Stagione regolare |                    |                         |                    |                    |                                |                    |
| Turno             | Data               | Avversario              | Risultato          | Record             | Stadio                         | Pubblico           |
| 1                 | 3 settembre        | St. Louis Rams          | S 14–17            | 0–1                | Lambeau Field                  | 60,104             |
| 2                 | 11 settembre       | at Chicago Bears        | V 27–24            | 1–1                | Soldier Field                  | 64,855             |
| 3                 | 17 settembre       | New York Giants         | V 14–6             | 2–1                | Lambeau Field                  | 60,117             |
| 4                 | 24 settembre       | at Jacksonville Jaguars | V 24–14            | 3–1                | Jacksonville Municipal Stadium | 66,744             |
| 5                 | Settimana di pausa | Settimana di pausa      | Settimana di pausa | Settimana di pausa | Settimana di pausa             | Settimana di pausa |
| 6                 | 8 ottobre          | at Dallas Cowboys       | S 24–34            | 3–2                | Texas Stadium                  | 64,806             |
| 7                 | 15 ottobre         | Detroit Lions           | V 30–21            | 4–2                | Lambeau Field                  | 60,302             |
| 8                 | 22 ottobre         | Minnesota Vikings       | V 38–21            | 5–2                | Lambeau Field                  | 60,332             |
| 9                 | 29 ottobre         | at Detroit Lions        | S 16–24            | 5–3                | Pontiac Silverdome             | 73,462             |
| 10                | 5 novembre         | at Minnesota Vikings    | S 24–27            | 5–4                | Hubert H. Humphrey Metrodome   | 62,839             |
| 11                | 12 novembre        | Chicago Bears           | V 35–28            | 6–4                | Lambeau Field                  | 59,996             |
| 12                | 19 novembre        | at Cleveland Browns     | V 31–20            | 7–4                | Cleveland Municipal Stadium    | 55,388             |
| 13                | 26 novembre        | Tampa Bay Buccaneers    | V 35–13            | 8–4                | Lambeau Field                  | 59,218             |
| 14                | 3 dicembre         | Cincinnati Bengals      | V 24–10            | 9–4                | Lambeau Field                  | 60,318             |
| 15                | 10 dicembre        | at Tampa Bay Buccaneers | S 10–13 (DTS)      | 9–5                | Tampa Stadium                  | 67,557             |
| 16                | 16 dicembre        | at New Orleans Saints   | V 34–23            | 10–5               | Louisiana Superdome            | 50,132             |
| 17                | 24 dicembre        | Pittsburgh Steelers     | V 24–19            | 11–5               | Lambeau Field                  | 60,649             |

Note: gli avversari della propria division sono in grassetto.

### Playoff
| Playoff          |                  |                            |           |        |                  |         |
| Turno            | Data             | Avversario (seed)          | Risultato | Record | Stadio           | Sintesi |
| Wild Card        | 31 dicembre 1995 | Atlanta Falcons (6)        | V 37-20   | 1–0    | Lambeau Field    | Recap   |
| Divisional       | 6 gennaio 1996   | at San Francisco 49ers (2) | V 27-17   | 2–0    | Candlestick Park | Recap   |
| NFC Championship | 14 gennaio 1996  | at Dallas Cowboys (1)      | S 27-38   | 2-1    | Texas Stadium    | Recap   |

## Classifiche
| NFL Central           |    |   |   |      |     |     |     |
|                       | V  | S | P | %    | PF  | PS  | STR |
| (3) Green Bay Packers | 11 | 5 | 0 | .688 | 404 | 314 | V2  |
| (5) Detroit Lions     | 10 | 6 | 0 | .625 | 436 | 336 | V7  |
| Chicago Bears         | 9  | 7 | 0 | .563 | 392 | 360 | V2  |
| Minnesota Vikings     | 8  | 8 | 0 | .500 | 412 | 385 | S2  |
| Tampa Bay Buccaneers  | 7  | 9 | 0 | .438 | 238 | 335 | S2  |